# 자기쌍대군
군론에서 자기쌍대군(自己雙對群, 영어: self-dual group)은 모든 부분군이 어떤 몫군과 동형이며, 마찬가지로 모든 몫군이 어떤 부분군과 동형인 군이다.

## 정의
군 {\displaystyle G}가 다음 조건을 만족시키면 s-자기쌍대군(영어: s-self-dual group)이라고 한다.
- (부분군이 몫군과 동형) 임의의 {\displaystyle H\leq G}에 대하여, {\displaystyle H\cong G/N}인 {\displaystyle N\vartriangleleft G}가 존재한다.

군 {\displaystyle G}가 다음 조건을 만족시키면 q-자기쌍대군(영어: q-self-dual group)이라고 한다.
- (몫군이 부분군과 동형) 임의의 {\displaystyle N\vartriangleleft G}에 대하여, {\displaystyle H\cong G/N}인 {\displaystyle H\leq G}가 존재한다.

s-자기쌍대군인 q-자기쌍대군을 자기쌍대군이라고 한다. 즉, 자기쌍대군은 부분군의 동형류의 집합과 몫군의 동형류의 집합이 일치하는 군이다.

## 성질
모든 s-자기쌍대군은 멱영군이다. s-자기쌍대군의 부분군은 s-자기쌍대군이다. 자기쌍대 아벨 군의 꼬임 부분군은 자명하지 않다.

## 예
모든 유한 아벨 군은 자기쌍대군이다.

## 분류
자기쌍대군은 매우 제한적인 형태를 취한다. 특수한 종류의 자기쌍대군의 구조 정리로는 다음이 있다.

### 유한 자기쌍대군
모든 유한 자기쌍대군 {\displaystyle G}는 다음과 같은 꼴로 나타낼 수 있다.:Theorem 2:Corollary 7.2
{\displaystyle G=\prod _{p}S_{p}}
여기서
- {\displaystyle p}는 소수이다.
- {\displaystyle p=2}인 경우, {\displaystyle S_{p}}는 아벨 p-군이다.
- {\displaystyle p>2}인 경우, {\displaystyle S_{p}}는 아벨 p-군이거나, {\displaystyle S_{p}=((\mathbb {Z} /p)^{\times 2}\rtimes \mathbb {Z} /p)\times (\mathbb {Z} /p)^{\times n_{p}}}이다.

모든 유한 s-자기쌍대군 {\displaystyle G}는 다음과 같은 꼴로 나타낼 수 있다.:Theorem 2:Theorem 7.1
{\displaystyle G=\prod _{p}S_{p}}
여기서
- {\displaystyle p}는 소수이다.
- {\displaystyle p=2}인 경우, {\displaystyle S_{p}}는 아벨 p-군이거나, 표시 {\displaystyle \langle a,b|a^{p^{m_{p}}}=b^{p^{m_{p}}}=1,\;ab=ba^{p^{m_{p}-1}+1}\rangle }를 갖는 군과 지수 {\displaystyle p^{m_{p}}} 미만의 아벨 p-군의 직접곱이다.
- {\displaystyle p>2}인 경우, {\displaystyle S_{p}}는 아벨 p-군이거나, 표시 {\displaystyle \langle a,b|a^{p^{m_{p}}}=b^{p^{m_{p}}}=1,\;ab=ba^{p^{m_{p}-1}+1}\rangle }를 갖는 군과 지수 {\displaystyle p^{m_{p}}} 미만의 아벨 p-군의 직접곱이거나, {\displaystyle S_{p}=((\mathbb {Z} /p)^{\times 2}\rtimes \mathbb {Z} /p)\times (\mathbb {Z} /p)^{\times n_{p}}}이다.

### 가산 아벨 자기쌍대군
계수가 0인 가산 아벨 자기쌍대군 {\displaystyle G}는 다음과 같이 나타낼 수 있다.:Theorem 1, III
{\displaystyle G=\bigoplus _{p}S_{p}}
여기서
- {\displaystyle p}는 소수이다.
- {\displaystyle S_{p}}는 다음 두 형태 가운데 하나다.
  - {\displaystyle \textstyle S_{p}=\bigoplus _{i=0}^{\infty }\mathbb {Z} /p^{n_{p,i}}} ({\displaystyle 0\leq n_{p,i}\leq n_{p}})
  - {\displaystyle S_{p}=\mathbb {Z} (p^{\infty })^{\oplus \aleph _{0}}\oplus B_{p}}. 여기서 {\displaystyle \mathbb {Z} (p^{\infty })}는 프뤼퍼 군이며, {\displaystyle B_{p}}는 {\displaystyle \mathbb {Z} (p^{\infty })}를 부분군으로 갖지 않는, 지수가 무한한 아벨 p-군이다.

0이 아닌 유한 계수의 가산 아벨 자기쌍대군 {\displaystyle G}는 다음과 같이 나타낼 수 있다.:Theorem 1, IV
{\displaystyle G=\mathbb {Z} ^{\oplus n}\oplus \bigoplus _{p}{(\mathbb {Z} (p^{\infty })^{\oplus \aleph _{0}}\oplus B_{p})}}
여기서
- {\displaystyle p}는 소수이다.
- {\displaystyle B_{p}}는 {\displaystyle \mathbb {Z} (p^{\infty })}를 부분군으로 갖지 않는, 지수가 무한한 아벨 p-군이다.

계수가 무한한 가산 아벨 자기쌍대군 {\displaystyle G}는 다음과 같이 나타낼 수 있다.:Theorem 1, IV
{\displaystyle G=U\oplus (\mathbb {Q} /\mathbb {Z} \oplus \mathbb {Q} \oplus \mathbb {Z} )^{\oplus \aleph _{0}}}
여기서 {\displaystyle U}는 임의의 가산 아벨 군이다.

## 참고 문헌
1. 1 2  Ying, John H. (1973). “Finite groups with all subgroups isomorphic to quotient groups”. 《Archiv der Mathematik》 (영어) 24: 561–570. doi:10.1007/BF01228254. ISSN 0003-889X. MR 0338167. Zbl 0277.20027.
2. 1 2  An, Lijian; Ding, Jianfang; Zhang, Qinhai (2011). “Finite self dual groups”. 《Journal of Algebra》 (영어) 341 (1): 35–44. doi:10.1016/j.jalgebra.2011.06.014. ISSN 0021-8693. MR 2824510. Zbl 1241.20024.
3. 1 2 3  Fuchs, L.; Kertész, A.; Szele, T. (1953). “On a special kind of duality in group theory. I”. 《Acta Mathematica Academiae Scientiarum Hungaricae》 (영어) 4: 169–178. doi:10.1007/BF02020362. ISSN 0001-5954. MR 0057883. Zbl 0052.02201.